# 入江川 (神奈川県)
入江川（いりえがわ）は、神奈川県横浜市を流れる準用河川。鶴見区および神奈川区を流域としている。

## 概要
入江川は鶴見区東寺尾付近を源流とし、西に流れた後、神奈川区西寺尾付近でJR横浜線と並行して南へ流路を変える。大口通商店街の脇を通り、神奈川区子安通付近で6つの派川（運河）に分かれ、最終的に横浜港へ注いでいる。川の管理延長は約2,390メートルとなっている。

## 流域の特徴
中下流域は石積み護岸となっており、両岸には住宅が密集し、市街地の中を流れる都市河川の様相を呈している。下流部は潮の影響を受け、ボラなどの魚類が見られるほか、近隣には大口商店街など下町の風情が残っている。

## 歴史
かつては山からの湧水を水源としていたが、都市化の進展により湧水が減少し、水質悪化や流量減少が進んだ。その後、下水道整備によって水質は改善され、現在では神奈川水再生センターで高度処理した下水処理水を利用し、せせらぎや水辺空間の再生が図られている。これにより「入江川せせらぎ緑道」として散策路や植栽が整備され、市民の憩いの場となっている。1998年には「蘇る水100選」として表彰されている。

## 河口部
河口付近は、かつての漁師町の面影を残しており、戦前は江戸前のハゼやアナゴ漁の漁港として栄えた。現在は主に遊漁船やプレジャーボートの基地として利用されている。